# 雷爾運動
雷爾運動（Raëlian Movement）是法國人雷爾於西元1974年所創立的一個幽浮宗教組織，主張地球生命是由擁有高科技與高度智慧的外星生命耶洛因（英語：Elohim）所造，耶洛因要求雷爾將「訊息」傳播給全世界，並建立「耶洛因大使館」，屆時耶洛因將傳授領先人類2萬5千年的文明。
克洛德·佛里昂宣稱，1973年時他在一次山地远足途中遇到了从天而降的巨大飞碟。一个身高不及1.2 米，但绝不是小孩，他的眼睛略带杏仁状，有黑亮的长发和稀疏的黑胡须，他身着绿色宇航服，头部周围笼罩着一圈不可思议的光环，隨後外星人邀請他進飞碟长谈。外星人告诉他，人类完全错误理解自己的起源，这全是希伯來人的过错，因为他们把《圣经·旧约全书》中的Elohim错译为上帝，其实那个词的意思是“來自天空的人們”，正是“來自天空的人們”于25,000年前在地球上以基因生物技術創造了人类（《圣经》说“夏娃出于亚当的肋骨”）。 经过一连六天的会面，雷爾将这些谈话记录整理成书出版《来自外星人的讯息》。
雷爾的名字原文：您要以现在的名字去传播真相，将来要您的名字逐步改为‘雷爾’（RAEL），译为‘耶洛因之光’，或‘耶洛因的使者’，因您将成为我们在地球的特使，我们将来到您为我们建立的大使馆中， 公开而正式地降临地球。
Elohim要求雷爾將人類的起源以及未來傳遍全世界，随后雷爾在法国的一家电视台公开接受采访，随后国际雷爾运动成立，2年后，也就是1975 年 10 月 7 日晚雷爾再次遇見了耶洛因，並且將雷爾带回他们遥远的星球。雷爾在那裏见到了耶稣、穆罕默德、摩西和佛祖。在哪里雷爾“与六位佳丽（生物機器人）共度平生极尽奢侈的一夜”這些生物機器人的身材和美貌可以定制，并完全滿足所有男性的理想型。 并体验了外星文明的科技产物，例如思维图像化，思维音频化的科技，详情请看《永恒行星之旅》。
雷爾運動的理念包含了人道主义、天才政治與世界政府、愛以及仁慈的物質波頻率、複製人、個性移植技術、永恆的生命、樂園主義、性積極女性主義，外星環境地球化、地球外的人類移民、空間與時間的無限、宇宙的幾何碎形特性、宏觀生物學〈整個人類文明可視為一個大型有機體〉、最後還有與外星其他文明的聯繫。
雷爾運動圖騰外圍為「大衛之星✡」，象徵著上下相同；中間有個「萬字卐」，代表無限循環。他們支持無神論，雷爾在電視台鄭重聲明過：“There is no god!”。雷爾協會強調，人類是耶洛因利用基因技術與智慧設計創造的；人和宇宙有密切的關聯，通過練習可以將人體從未用過的潛能激發出來，例如心電感應能力等等，都是屬於科學的範疇；人類不要因尚未理解的科學而迷信宗教，如同古人見到現代人的科技也會產生造神與崇拜。
Clonaid宣稱已成功製成世界上第一位複製人，雷爾運動支持生物複製的技術，並認為是人類達成永生的方法之一。不過，他們的聲明得不到獨立人士的證實，所以是否成功，仍然存疑。為了不影響孩子的正常生活，克隆人的代理孕母不願意公開嬰兒的訊息，克隆人的母亲想给夭折的孩子以再次展示自己DNA的机会。

## 雷爾著作
《来自外星人的讯息》里面包含（揭示真相之书）（永恒行星之旅）
《迎接外星人》《觉醒之路》《感官冥想》《天才政治》《克隆技术与未来世界》

## 雷爾科技rael-science（電子報）
雷爾科技是雷爾運動將嚴格篩選的最新科技報導內容以傳送電子郵件的形式為讀者提供的一項免費服務，報導內容大部分為英文。

## 性观点
性行为也是雷尔运动提倡的重要部分，雷尔运动认为性是耶洛因留给人类的恩赐，根据雷尔运动最高指导员雷尔说，性爱应与生殖无关，“我们周围的一切皆为性爱的行为或表现”。
人類社会战乱不断有很大原因是性得不到滿足。
雷尔运动认为性是生命中自然、正常、健康的一部分，因此鼓励真实的对待自己自然的性欲，并且倡导从压制自然性欲的社会观点和清教徒信条中解放出来。因此，任何合法、安全、两情相悦的自慰、同性恋、双性恋、泛性恋和裸体主义都作为健康生活的一部分而被提倡，也因此吸引了很多年轻人。
因着对外星人的信仰，他们主张对想要小孩的同性恋伴侶提供基因技术来产生下一代。

## 政治理念
- 天才政治→例如：經由測驗智慧，智力高於平均值50%的人類有被選舉權，智力高於平均值10%的人類有選舉權，人類平均智商為100，那麼智商150以上的人有被選舉權競選人，智商高於110以上的人可以參與選舉投票權。
- 重要：早日建立天才政治的制度，就能够早日消除由那些头脑不怎么发达的人所引发的大灾祸危机的可能性.。一旦人类的天才有权秉政，那么，世上便没有什么科学或技术难题是无法被攻克的.正如一个天才能为世界带来幸福一样，而一个缺乏头脑的人也会给世界和平带来威胁.

- 人道主義→例如：租售并举：所有物品均可租用49年，以貸款形式繳清，便可擁有該物品至生命終結，除一家宅可給予子女外其餘遺產均需歸還政府。

- 世界政府→例如：統一全世界貨幣及語言，廢止兵役制度，職業軍人任務轉為維持公共秩序與安全。（現階段雷爾人可選擇拒服兵役，以准許為了宗教或道義等理由，而排斥服兵役的情況下，改分發到不需要攜帶武器的單位服役。）

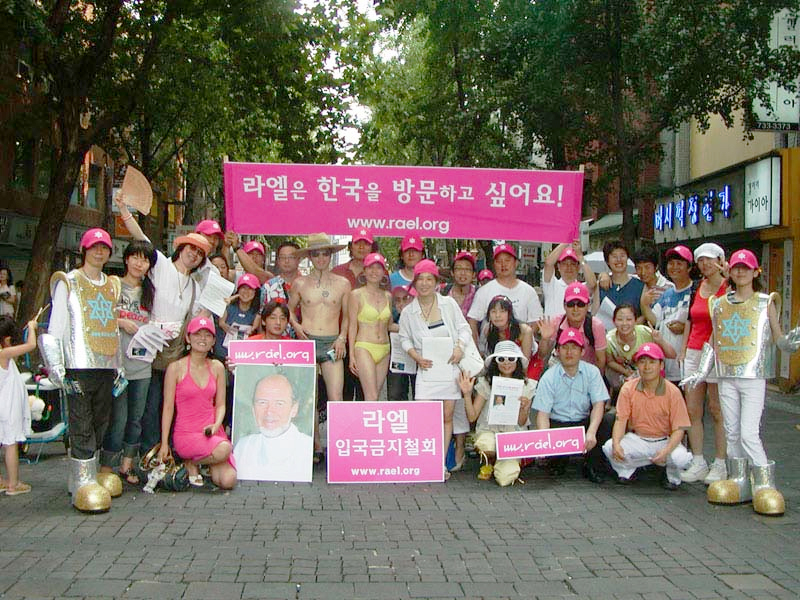
韓國的雷爾運動集會，要求取消對雷爾的入國禁令

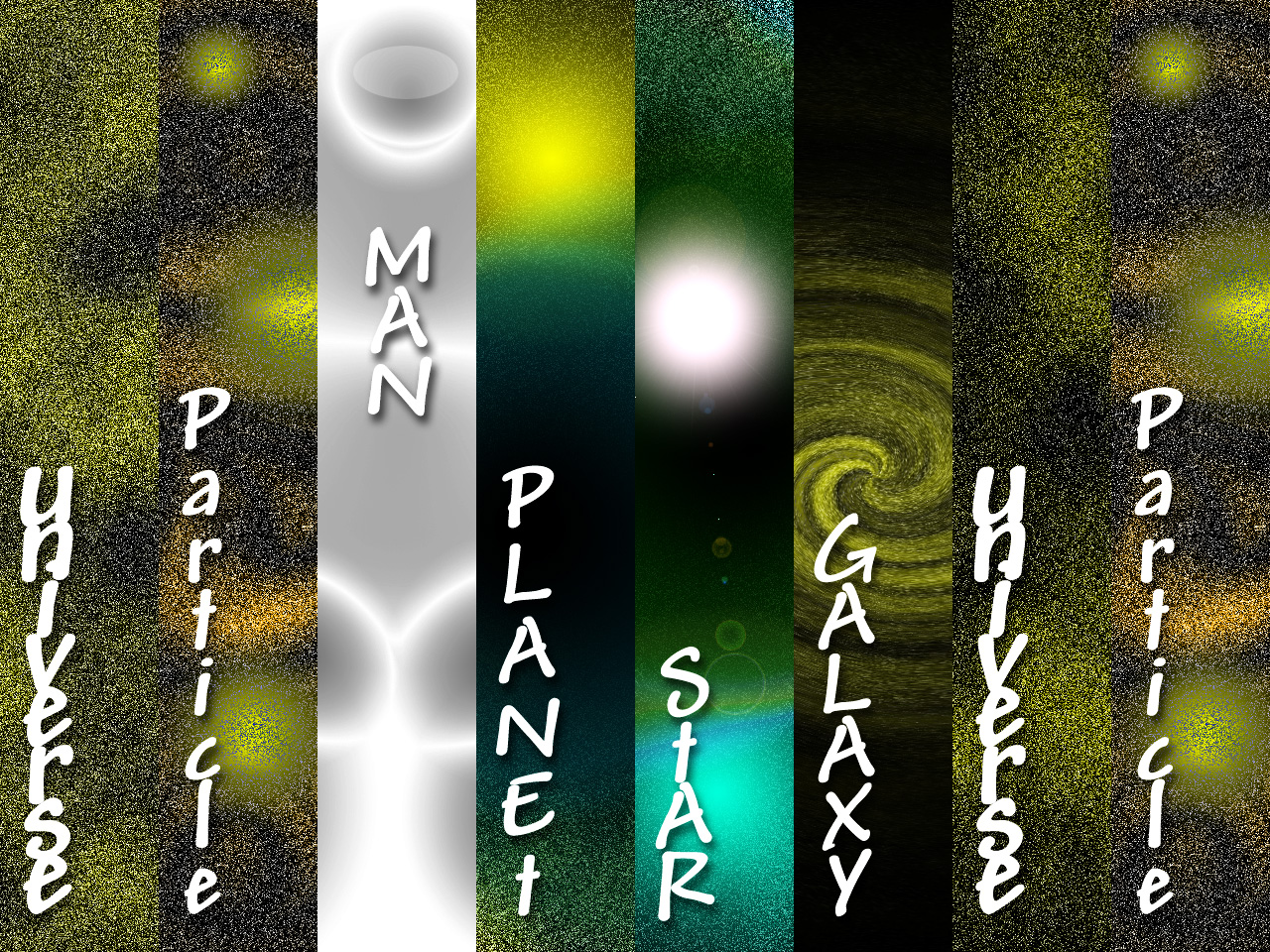
雷爾教義

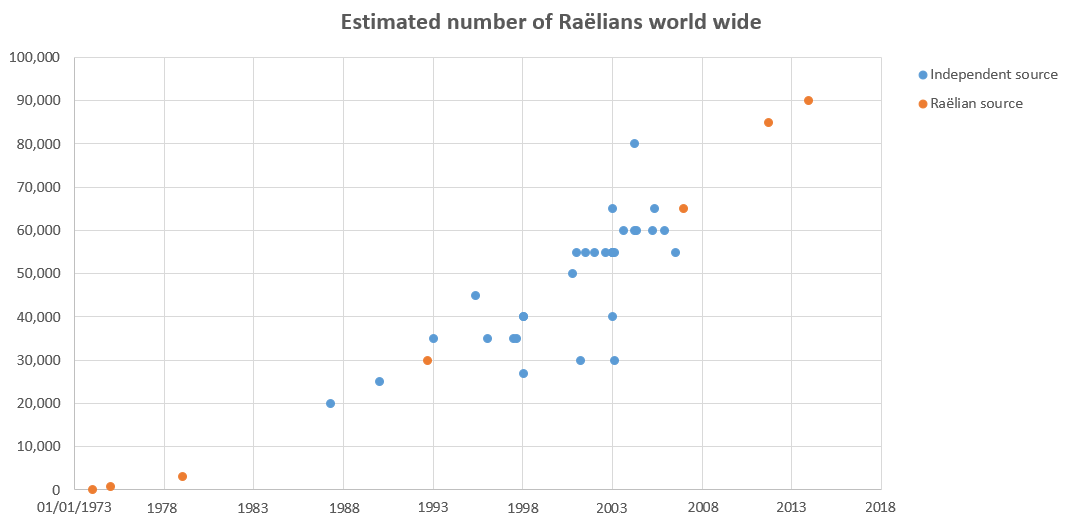
號稱的會員成長數

## 發展方向
目前雷爾運動重點發展方向：
- 宣传《来自外星人的讯息》寻找更多的雷尔人。
- 避免人类自我毁灭，和平冥想。

- 为迎接耶洛因的归来筹建大使馆。

## 雷爾運動年表
採用雷爾人觀點：
AH（After Hiroshima）紀年法：是為了不忘1945年8月6日在日本廣島第一顆原子彈被投爆的日子；特別是附帶著為了擺脫戰爭和恐怖活動的，為了實現和平的全世界人民的願望；還意味著人類發現原子能後，不僅知道了這種巨大能量可以毀滅地球上的所有生命，同時還知道了人類已進入能科學地理解宇宙萬物的時代：Apocalypse（揭示真相的啟示時代）。
AH28年12月13日（1973年）：雷爾在法國克萊蒙費朗與耶洛因第一次接觸
AH29年（1974年）：MADECH（法國雷爾協會前身）成立
AH29年9月：《來自外星人的訊息》第一部《揭示真相之書》出版，在法國國內舉行了約四十場演講，在法國電視台、雜誌等多次亮相，成為新聞媒介的話題
AH30年10月（1975年）：雷爾第二次和耶洛因接觸，地點在法國的洛克布拉特（Roc Plat）
AH30年11月：加拿大雷爾協會成立
AH32年7月（1977年）：瑞士雷爾協會成立
AH35年9月（1980年）：非洲第一個雷爾協會──伯基納法所雷爾協會成立
AH35年10月：雷爾初次抵日，日本雷爾協會成立
AH39年1月（1984年）：韓國雷爾協會成立
AH42年6月（1987年）：台灣雷爾協會成立
由台灣飛碟教父呂應鐘擔任首屆會長
AH45年12月（1990年）：澳大利亞雷爾協會成立
AH46年7月（1991年）：耶洛因大使館模型發表，且在不久日後，發現耶洛因大使館圖形之麥田圈。
AH46年11月8日（1991年）：猶太教新年，雷爾協會向以色列政府提交了第一份關於大使館建設的正式請求書函。
AH46年12月5日（1991年）：雷爾協會再度向以色列首席拉比-莫迪凱·以利雅胡提交關於大使館建設的另一份協助請求書函。
AH48年3月10日（1993年）：雷爾協會不僅致函給以色列政府當局和以色列國會代表，且致函给派往各國的以色列大使和海外工作人員，宣告事關猶太領土的存在，此一即將發生的事件的關鍵性。
AH48年夏（1993年）：以色列政府對雷爾協會進行調查。調查委員會認為雷爾協會是和平組織，並做出了「對以色列安全無害的團體」的結論。在這個調查報告中，兩位猶太教的拉比指出：雷爾也許就是我們等待著的彌賽亞。
AH48年11月18日：於加拿大蒙特婁召開猶太會議之際，有關建立大使館的請求再次向以色列首相拉賓提交。
AH48年12月9日：以色列首相拉賓通過他的助手給予答復，拒絕了請求。
AH48年12月13日：耶和華通過預言者雷爾，在其會見二十週年紀念日上宣佈：「原定即將開始的以色列的和平，很遺憾，由於拉賓首相的拒絕而被推遲了」。
AH52年12月13日（1997年）：各國的雷爾協會收到了來自耶洛因的資訊：向全球所有國家申請建立大使館所必須的治外法權，且一公里半徑範圍以內禁止航行的水域和陸地都行。

## 外部連結
- 雷爾運動電子書下載 （页面存档备份，存于）
- 樂園主義
- 雷爾運動：無神論者的智慧設計(雷爾運動官方網站) （页面存档备份，存于）
- 天堂世界主義Paradism （页面存档备份，存于）（「維基百科→雷爾運動→討論」有中文翻譯[[:Talk:|雷爾運動]]）
- 世界政府Earth People Organisation （页面存档备份，存于）（多國語言）
- 雷爾人輿論報導網站 （页面存档备份，存于）
- 耶洛因大使館官網 （页面存档备份，存于）
- RaelTV雷爾頻道 （页面存档备份，存于）
- 前魁北克雷爾運動成員Facebook專頁（批判性論點）